# Martina Müller (tennista)
Martina Müller (Hannover, 11 ottobre 1982) è una tennista tedesca.

## Carriera
Ha offerto le sue migliori performance sui campi in terra rossa. L'unico torneo della carriera lo ha vinto a Budapest nel 2002. Nel 2006 ha raggiunto la finale degli Internazionali Femminili di Palermo ma ha perso contro l'ungherese Ágnes Szávay. Ha avuto maggior successo nel circuito ITF, dove ha vinto 10 titoli di singolare.
Martina Müller è stata allenata da suo padre, Reinhard Müller. Lei ammira il campione di tennis Andre Agassi.
Müller si è sposata con il fidanzato di lunga data Florian Skibbe nell'agosto 2011 e di conseguenza ha annunciato il ritiro dal tennis professionistico.

## Statistiche

### Singolare

#### Vittorie (1)
| Legenda               |
| --------------------- |
| Grande Slam (0)       |
| Ori Olimpici (0)      |
| WTA Championships (0) |
| Tier I (0)            |
| Tier II (0)           |
| Tier III (0)          |
| Tier IV (1)           |
| Tier V (0)            |

| No. | Data           | Torneo                        | Superficie  | Avversaria in finale | Punteggio     |
| 1.  | 21 aprile 2002 | Budapest Grand Prix, Budapest | Terra rossa | Myriam Casanova      | 6-2, 3-6, 6-4 |

#### Sconfitte (1)
| Legenda               |
| --------------------- |
| Grande Slam (0)       |
| Argenti Olimpici (0)  |
| WTA Championships (0) |
| Tier I (0)            |
| Tier II (0)           |
| Tier III (0)          |
| Tier IV (1)           |
| Tier V (0)            |

| No. | Data           | Torneo                                       | Superficie  | Avversaria in finale | Punteggio |
| 1.  | 16 luglio 2007 | Internazionali Femminili di Palermo, Palermo | Terra rossa | Ágnes Szávay         | 0.6, 1-6  |

### Doppio

#### Vittorie (1)
| Legenda               |
| --------------------- |
| Grande Slam (0)       |
| Ori Olimpici (0)      |
| WTA Championships (0) |
| Tier I (0)            |
| Tier II (0)           |
| Tier III (1)          |
| Tier IV (0)           |
| Tier V (0)            |

| N. | Data           | Torneo                        | Superficie | Compagna          | Avversarie in finale            | Punteggio |
| 1. | 22 giugno 2002 | Ordina Open, 's-Hertogenbosch | Erba       | Catherine Barclay | Bianka Lamade Magdalena Maleeva | 6-4, 7-5  |

#### Sconfitte (4)
| Legenda               |
| --------------------- |
| Grande Slam (0)       |
| Argenti Olimpici (0)  |
| WTA Championships (0) |
| Tier I (0)            |
| Tier II (0)           |
| Tier III (3)          |
| Tier IV (1)           |
| Tier V (0)            |

| N. | Data             | Torneo                                   | Superficie  | Compagna              | Avversarie in finale             | Punteggio   |
| 1. | 27 maggio 2006   | Internationaux de Strasbourg, Strasburgo | Terra rossa | Andreea Ehritt-Vanc   | Liezel Huber Martina Navratilova | 2-6, 6(1)-7 |
| 2. | 23 aprile 2007   | Budapest Grand Prix, Budapest            | Terra rossa | Gabriela Navrátilová  | Ágnes Szávay Vladimíra Uhlířová  | 5-7, 2-6    |
| 3. | 6 gennaio 2008   | ASB Classic, Auckland                    | Cemento     | Barbora Strýcová      | Lilia Osterloh Marija Korytceva  | 3–6, 4–6    |
| 4. | 23 febbraio 2008 | Copa Colsanitas, Bogotà                  | Terra rossa | Jelena Kostanić Tošić | Iveta Benešová Bethanie Mattek   | 3-6, 3-6    |

## Risultati in progressione
| Sigla | Risultato               |
| ----- | ----------------------- |
| V     | Vincitore               |
| F     | Finalista               |
| SF    | Semifinalista           |
| O     | Oro olimpico            |
| A     | Argento olimpico        |
| SF    | Bronzo olimpico         |
| QF    | Quarti di Finale        |
| 4T    | Quarto turno            |
| 3T    | Terzo turno             |
| 2T    | Secondo turno           |
| 1T    | Primo turno             |
| RR    | Round Robin             |
| LQ    | Turno di qualificazione |
| A     | Assente                 |
| ND    | Non disputato           |

| Legenda superfici    |
| -------------------- |
| Cemento              |
| Terra battuta        |
| Erba                 |
| Superficie variabile |

### Singolare nei tornei del Grande Slam
| Torneo          | 2001 | 2002 | 2003 | 2004 | 2005 | 2006 | 2007 | 2008 | 2009 | 2010 | 2011 |
| --------------- | ---- | ---- | ---- | ---- | ---- | ---- | ---- | ---- | ---- | ---- | ---- |
| Australian Open | A    | 2T   | 1T   | A    | A    | 2T   | 2T   | 1T   | A    | A    | A    |
| Open di Francia | A    | 2T   | 1T   | A    | A    | 2T   | 2T   | 1T   | A    | A    | A    |
| Wimbledon       | A    | 1T   | A    | A    | A    | 2T   | 2T   | 1T   | A    | A    | A    |
| US Open         | 1T   | 3T   | A    | A    | 1T   | 2T   | 1T   | A    | A    | A    | A    |

### Doppio nei tornei del Grande Slam
| Torneo          | 2001 | 2002 | 2003 | 2004 | 2005 | 2006 | 2007 | 2008 | 2009 | 2010 | 2011 |
| --------------- | ---- | ---- | ---- | ---- | ---- | ---- | ---- | ---- | ---- | ---- | ---- |
| Australian Open | A    | 2T   | 1T   | A    | 1T   | A    | 2T   | 2T   | 2T   | A    | A    |
| Open di Francia | A    | A    | 2T   | 1T   | A    | 2T   | 2T   | 1T   | A    | A    | A    |
| Wimbledon       | A    | A    | 1T   | A    | A    | 1T   | 1T   | 1T   | A    | A    | A    |
| US Open         | A    | 1T   | A    | A    | A    | 1T   | 1T   | 1T   | A    | A    | A    |

### Doppio misto nei tornei del Grande Slam
| Torneo          | 2001 | 2002 | 2003 | 2004 | 2005 | 2006 | 2007 | 2008 | 2009 | 2010 | 2011 |
| --------------- | ---- | ---- | ---- | ---- | ---- | ---- | ---- | ---- | ---- | ---- | ---- |
| Australian Open | A    | A    | A    | A    | A    | A    | A    | A    | A    | A    | A    |
| Open di Francia | A    | A    | A    | A    | A    | A    | A    | A    | A    | A    | A    |
| Wimbledon       | A    | A    | A    | A    | A    | A    | 1T   | A    | A    | A    | A    |
| US Open         | A    | A    | A    | A    | A    | A    | 1T   | A    | A    | A    | A    |

## Vittorie contro giocatrici Top 10
| Stagione | 2006 | Totale |
| Vittorie | 1    | 1      |

| #    | Giocatrice     | Ranking | Evento                                   | Superficie  | Turno | Punteggio | Rank. MMR |
| ---- | -------------- | ------- | ---------------------------------------- | ----------- | ----- | --------- | --------- |
| 2006 |                |         |                                          |             |       |           |           |
| 1.   | Patty Schnyder | 9       | Internationaux de Strasbourg, Strasburgo | Terra rossa | 2T    | 6-4, 6-3  | 83        |